# Sphecodes chichibuensis
Sphecodes chichibuensis är en biart som beskrevs av Kazuhiko Tsuneki 1986. Sphecodes chichibuensis ingår i släktet blodbin, och familjen vägbin. Inga underarter finns listade i Catalogue of Life.